# 康斯坦斯角
康斯坦斯角（英語：Cape Constance），是南極洲的海岬，位於南喬治亞群島，處於南極灣和波塞申灣之間的半島北端，在1912年左右被命名，由英國海外領土管轄。